# آی‌ای‌آی نشر
آی‌ای‌آی نشر (به انگلیسی: IAI Nesher)،(به عبری: נשר) به معنای دال قهوه‌ای (کرکس گریفون) که البته نام آن به عقاب نیز ترجمه شده است، یک هواگرد ساختِ کارخانهٔ صنایع هوافضای اسرائیل در اسرائیل و در واقع گونه اسرائیلی جنگنده چندمنظوره داسو میراژ ۵ است.
با توجه به میزان تلفات هواپیماها در طی جنگ شش روزه ۱۹۶۷ و جنگ فرسایش‌زا در اواخر دهه ۱۹۶۰، نیروی هوایی اسرائیل (IAF) به دنبال خرید یک نوع بهبود یافته از هواپیمای جنگنده بسیار موفق داسو میراژ۳ بود. در حالی که مشارکتی برای تولید چنین هواپیمایی(میراژ ۵)، بین سازنده فرانسوی داسو اویاسیون و شرکت
هوافضایی اسرائیلی  صنایع هوافضای اسرائیل(IAI) شکل گرفته بود، در ژانویه۱۹۶۹ و در واکنش به حمله اسرائیل به لبنان در سال ۱۹۶۸،دولت فرانسه اعلام کرد که تحریم تسلیحاتی را علیه اسرائیل اعمال خواهد نمود. در پاسخ به تحریم، اسرائیل تصمیم گرفت که این سرمایه‌گذاری را ادامه داده، اما در عوض بدنه هواپیماها را در داخل کشور تولید نماید.
در طول سال ۱۹۶۹، صنایع هوافضای اسرائیل (آی‌ای‌آی) کار تولید این هواپیما را آغاز نمود. طبق گزارش‌های رسمی، اسرائیل پیش از اعمال تحریم‌ها مجموعه کاملی از نقشه‌ها و اطلاعات تفضیلی میراژ ۵ را به دست آورده بود. بدنه هواپیمای نِشِر مشابه میراژ ۵ بود، اما با تجهیزات اویونیک ساخت اسرائیل، یک صندلی‌پران صفر-صفر مارتین-بیکر و تجهیزاتی برای طیف وسیع‌تری از موشک‌های هوا به هوا از جمله موشک‌های اسرائیلی گرما یاب
شفریر تجهیز شد. در سپتامبر ۱۹۶۹، نمونه اولیه شماره یک نِشِر اولین پرواز خود را انجام داد. نقطه اوج خدمت نشر در نیروی هوایی اسرائیل در طی جنگ یوم کیپور در سال ۱۹۷۳ بود. طبق گزارش‌ها، این هواپیما در این جنگ عملکرد خوبی داشت، خلبانان نیروی هوایی اسرائیل که با این نوع هواپیما پرواز می‌کردند، در مجموع مدعی بیش از صد پیروزی در نبردهای هوایی بودند.
در طول سال ۱۹۷۴، تولید نِشِر به نفع یک مشتق پیشرفته تر میراژ به نام آی‌ای‌آی کفیر که به موازات نِشِر توسعه یافته بود، متوقف شد. نیروی هوایی اسرائیل این نوع هواپیما را در دهه ۱۹۷۰ از خدمت خارج نمود. این هواپیماها بعداً به نیروی هوایی آرژانتین فروخته شد و در آنجا با نام دَگِر (به انگلیسی: Dagger)مورد استفاده قرار گرفتند. در سال ۱۹۷۸ آرژانتین به دلیل مناقشه بیگل، اختلاف ارضی بین آن کشور و همسایه اش شیلی و به دلیل نگرانی از وقوع جنگ، فوراً اولین دَگِرهای خود را در موقعیت رزمی مستقر نمود.دَگِرها همچنین در طی جنگ فالکلند در سال ۱۹۸۲ بین آرژانتین و بریتانیا مورد استفاده قرار گرفتند و در مجموع ۱۵۳ سورتی پرواز علیه اهداف زمینی و دریایی در طول ۴۵ روز عملیات جنگی انجام دادند. در طول حملات ضد کشتی خود، آنها به چندین کشتی از جمله اچ‌ام‌اس آنتریم، اچ‌ام‌اس بریلینت، اچ‌ام‌اس برودسورد، اچ‌ام‌اس اردنت، اچ‌ام‌اس آرو و اچ‌ام‌اس پلیموث آسیب رسانیدند. در مجموع، ۱۱ فروند دَگِر در نبرد با بریتانیا از دست رفتند، از جمله ۹ فروندی که توسط سی هاریرهای نیروی دریایی سلطنتی سرنگون شدند. هواپیماهای باقی مانده بعداً به استاندارد فینگر ارتقا یافتند.

## طراحی و ساخت

### خاستگاه
در اوایل سال ۱۹۶۲، نیروی هوایی اسرائیل (آی‌ای‌اف) اولین هواپیمای جنگنده داسومیراژ ۳سی‌جِی خود را به خدمت گرفت. برای دو دهه آینده، (آی‌ای‌اف) از جنگنده مذکور برای ماموریت‌های برتری هوایی استفاده می‌نمود، که آسمان را از هواپیماهای متخاصم حفظ نموده و در طول دوران خدمت خود به رکورد قابل توجهی از پیروزی‌های هوایی دست یافتند. عملکرد درخشان میراژ ۳سی‌جِی، منجر به این شد که این نوع هواپیما به عنوان کاندیدی برای توسعه بیشتر در نظر گرفته شود.در اواخر دهه ۱۹۶۰، نیروی هوایی اسرائیل برای تأمین جایگزینی برای بیش از ۶۰ فروند هواپیمای جنگی از دست رفته در طی جنگ‌های بین اسرائیل و همسایگانش از جمله جنگ شش روزه ۱۹۶۷ و جنگ فرسایش‌زا که تا سال ۱۹۷۰ ادامه یافت. تحت فشار قرار بود. علاوه بر این، یک مسابقه تسلیحاتی بین اسرائیل و چند کشور همسایه اش ازجمله سوریه و مصر که در این مدت تسلیحات پیشرفته‌تری از اتحاد جماهیر شوروی دریافت می‌کردند، در حال ظهور بود.
بر این اساس، در ژوئیه ۱۹۶۰، اسرائیل کار توسعه مشترکی را با سازنده شرکت فرانسوی داسو اویاسیون برای توسعه و تولید گونه‌ای از هواپیمای جنگنده بسیار موفق میراژ ۳ خود آغاز نموده بود. محصول این برنامه به میراژ ۵ معروف شد و سرانجام توسط اسرائیل تولید شده و به زبان عبری رآم Raam (رعد) نامگذاری شد. داسو توسعه میراژ ۵ را به درخواست اسرائیل دنبال کرده بود، که مهم‌ترین مشتری خارجی میراژ ۳ بوده و به‌طور کلی در آن زمان علاقمند به تأمین تجهیزات نظامی مورد نیاز خود ازفرانسه بود. الزامات ویژه ای که توسط (آی‌ای‌اف) برای نسخه بعدی این نوع تعیین شده بود، عدم تأکید بر قابلیت هواپیما برای انجام عملیات در همه شرایط آب و هوایی و حذف سیستم رادار اصلی آن در ازای افزایش ظرفیت حمل جنک افزارها و برد هواپیما بود. دلیل این امر آب و هوای عمدتاً صاف و شرایط آب و هوایی معمولی موجود در خاورمیانه بود.
حتی قبل از اولین پرواز نمونه اولیه میراژ ۵، اسرائیل سفارشی برای ۵۰ فروند از این نوع هواپیما و همچنین یک جفت هواپیمای آموزشی از این نوع را که برای نیروی هوایی اسرائیل داده بود. با این حال، این برنامه عملاً در ژانویه ۱۹۶۹ از مسیر خود خارج شد، زیرا در پاسخ به حمله اسرائیل در سال ۱۹۶۸ به لبنان، دولت فرانسه اعلام کرد که تحریم تسلیحاتی را بر اسرائیل و «کشورهای متخاصم خاورمیانه» اعمال خواهد نمود. در اثر اجرای این تحریم، ممانعت از تحویل اولین دسته ۳۰ فروندی از هواپیماهای میراژ ۵ که قبلاً توسط اسرائیل سفارش داده شده و هزینه آن نیز پرداخته شده بود، به انجام رسید. این ممانعت شامل سفارش ۲۰ فروند دیگر این هواپیما نیز شد. علاوه بر جلوگیری از تحویل جنگنده‌ها، تمام پشتیبانی فرانسه برای بهره‌برداری از ناوگان فعلی میراژ۳ سی‌جِی نیروی هوایی اسرائیل را نیز قطع شد. از نقطه نظرراهبردی، تحریم انگیزه بزرگی به اسرائیل داد تا توانایی‌های صنعت تسلیحات بومی را برای برآورده نمودن نیازهای خود، توسعه دهد.
تحریم به عنوان یک وقفه در پیشرفت قابل توجه برای نیروی هوایی اسرائیل تلقی می‌شد، که مایل بود نوع جدید میراژ ۵ را برای جبران خسارات وارده در طول جنگ شش روزه به کار گیرد. این نیرو همچنین به استفاده از میراژ ۳سی ادامه می‌داد. اما متوجه شد که قادر به دریافت پشتیبانی فنی و قطعات به صورت رسمی برای ناوگان خود نیست. در پاسخ به تصمیم فرانسه، اسرائیل تصمیم به ساخت داخل بدنه هواپیما (معروف به پروژه رام ای وبی) گرفت. طبق گزارش‌ها اگرچه اسرائیل به‌طور رسمی مجوز تولید این هواپیما را از داسو دریافت ننمود، با این حال قبلاً نفشه‌ها و اسناد لازمه را در اختیار داشت. به گفته نویسنده هوانوردی دان مک‌کارتی، حدس زده شده است که سازمان اطلاعات خارجی اسرائیل موساد در به دست آوردن برخی از اطلاعات تولیدی نقش داشته است، در حالی که برخی دیگر ادعا می‌کنند که بنیانگذار داسو، مارسل داسو، ممکن است اطلاعات طراحی را، آزادانه به اسرائیل ارائه نموده باشد.

## گونه‌ها

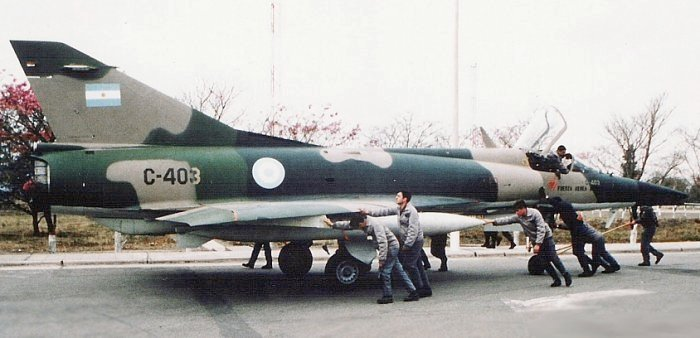
یک فروند دَگِر نیروی هوایی آرژانتین در پایگاه هوایی فرودگاه خوخوی در سال ۱۹۸۱

- نِشِر اس: گونه تک سرنشینه برای ماموریت‌های آفندی و تهاجم بر علیه اهداف زمینی برای نیروی هوایی اسرائیل.
- نِشِر تی : گونه دو سرنشبنه آموزشی برای نیروی هوایی اسرائیل.
- دَگِر ای : گونه نوسازی شده تک سرنشینه برای نیروی هوایی آرژانتین.
- دَگِر بی: گونه نوسازی شده دو سرنشینه آموزشی برای نیروی هوایی آرژانتین.

## کاربران

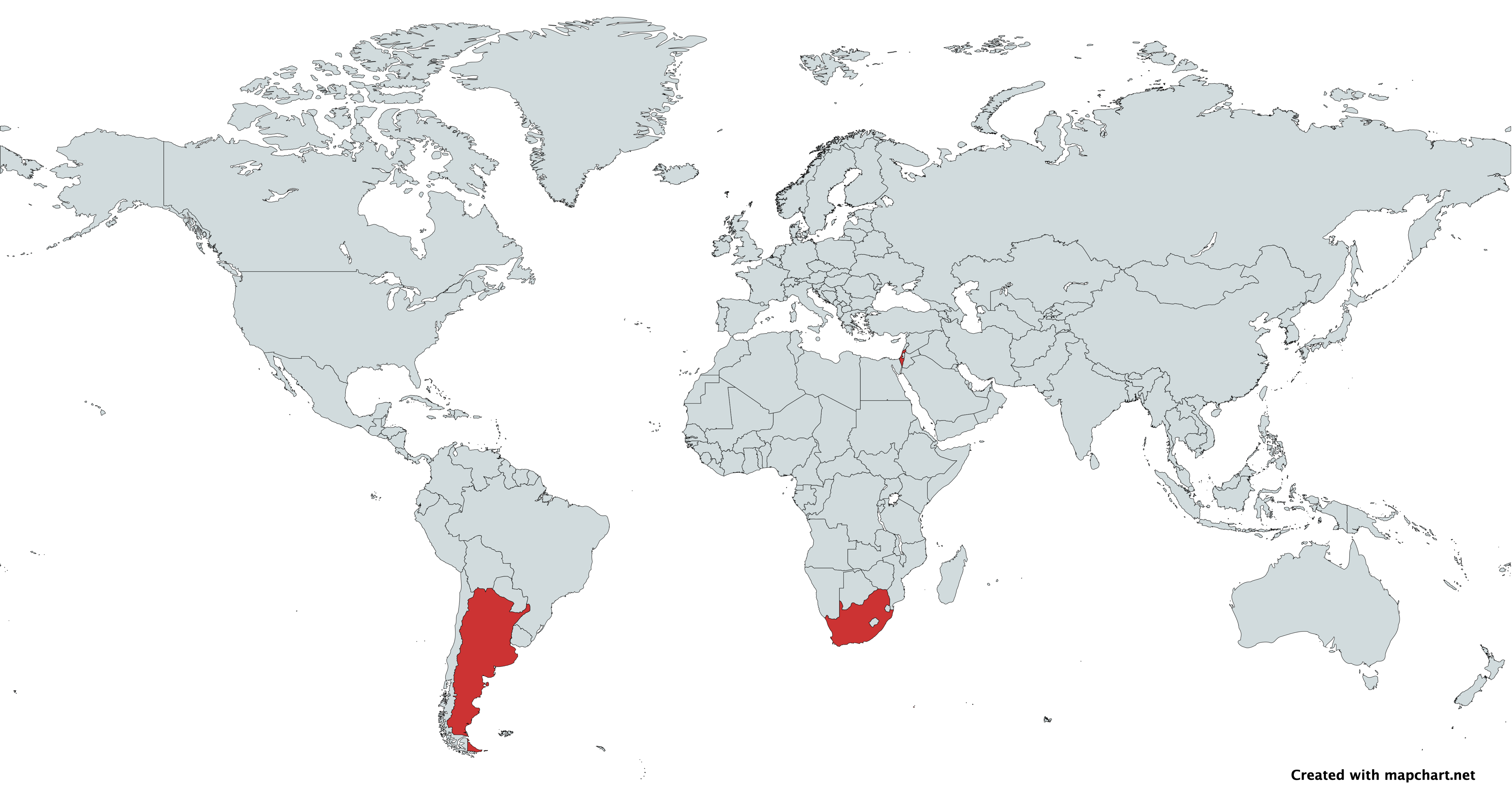
Added a map with former operators of the Nesher in red

### سابق
آرژانتین
- نیروی هوایی آرژانتین: ۳۹فروند دَگِر را دریافت نموده و همگی از خدمت خارج شدند. .[۱۱]

 اسرائیل
- نیروی هوایی اسرائیل: ۶۱ فروند، بازنشسته شدند.[۱۱]

 آفریقای جنوبی
- نیروی هوایی آفریقای جنوبی: ۵[۱۱]

## مشخصات
داده‌ها از 
ویژگی‌های عمومی
- خدمه: ۱
- طول: ۱۵٫۶۵ متر (۵۱ فوت ۴ اینچ)
- پهنای بال: ۸٫۲۲ متر (۲۷ فوت ۰ اینچ)
- ارتفاع: ۴٫۲۵ متر (۱۳ فوت ۱۱ اینچ)
- مساحت بال‌ها: ۳۴٫۸ متر مربع (۳۷۵ فوت مربع)
- وزن خالی: ۶٬۶۰۰ کیلوگرم (۱۴٬۵۵۱ پوند)
- بیشترین وزن برخاست: ۱۳٬۵۰۰ کیلوگرم (۲۹٬۷۶۲ پوند)
- پیشرانه: ۱ عدد موتور توربوجت دارای پس سوز اسنکما آتار, ۶۰٫۸۹ کیلونیوتن (۱۳٬۶۹۰ پوند-نیرو) با پس‌سوز

عملکرددر ۱۲٬۰۰۰ متر (۳۹٬۳۷۰ فوت)
- حداکثر سرعت: ۲٫۱ ماخ
- بُرد: ۱٬۳۰۰ کیلومتر (۸۱۰ مایل، ۷۰۰ مایل دریایی)
- بُرد رزمی: ۱٬۱۸۶ کیلومتر (۷۳۷ مایل، ۶۴۰ مایل دریایی) با ۴٬۷۰۰ لیتر (۱٬۲۰۰ گالون آمریکایی؛ ۱٬۰۰۰ گالون بریتانیایی) سوخت در مخازن سوخت بیرونی + با دو موشک هوا به هوا + ۲٬۶۰۰ پوند (۱٬۱۷۹ کیلوگرم) و انواع بمب
- حداکثر ارتفاع: ۱۷٬۶۸۰ متر (۵۸٬۰۱۰ فوت)
- نرخ صعود: ۸۳ متر بر ثانیه (۱۶٬۳۰۰ فوت بر دقیقه)

تسلیحات

- اسلحه‌ها: دو قبضه توپ ۳۰ میلی‌متری آی.ای. آی/دفا ۵۵۲ در بدنه دارای ۱۴۰ گلوله در هر توپ
- آویزگاه‌های حمل سلاح: ۶ آویزگاه خارجی تسلیحات در زیر بالها و یکی در زیر بدنه هواپیما با ظرفیت ۹٬۲۵۹ پوند (۴٬۲۰۰ کیلوگرم)[نیازمند منبع]
- موشک‌ها: ۲ موشک هوا به هوا
- بمب‌ها: ۵٬۷۷۴ کیلوگرم (۱۲٬۷۳۰ پوند) مهمات [نیازمند منبع]